# Renato Sequén
Marlon Renato Sequén Suruy (n. en Ciudad de Guatemala, Guatemala, Guatemala, el 23 de junio de 1993) es un futbolista internacional guatemalteco. Juega de mediocampista y su equipo actual es el Municipal CSD en la Liga Nacional de Fútbol de Guatemala.

## Clubes
| Club                 | País      | Año           |
| -------------------- | --------- | ------------- |
| CSD Municipal        | Guatemala | 2011–2018     |
| Universidad SC       | Guatemala | 2016–2018     |
| Sanarate Fútbol Club | Guatemala | 2018–2019     |
| Deportivo Malacateco | Guatemala | 2019–2020     |
| Antigua GFC          | Guatemala | 2020–2021     |
| CSD Municipal        | Guatemala | 2021–presente |

- Datos: Q20994328